# Jaroslav Aguiar
Jaroslav Aguiar (11. lipnja 1985.) je angolski rukometaš. Nastupa za angolski klub G.D. Interclube i angolsku reprezentaciju.
Natjecao se na Svjetskom prvenstvu u Francuskoj 2017., gdje je reprezentacija Angole završila na 24. mjestu, i u Egiptu 2021. (30.).